# Inter American Press Association
A Sociedade Interamericana de Imprensa, em espanhol Sociedad Interamericana de Prensa, e em inglês Inter American Press Association, é uma associação de proprietários, editores e diretores de diários, jornais e agências informativas do Continente americano. É mais conhecida pelo acrônimo em espanhol "SIP". É uma organização sem fins lucrativos, que defende a liberdade de expressão e de imprensa em todo o continente, os integrantes da SIP representam mais de 1300 jornais e revistas.
Foi criada em 1943 em Havana, como resultado da Comissão Permanente do II Congresso Pan-americano de Jornalistas na Cidade de México em 1942. Promove uma ampla faixa de galardões e todos os anos outorga o "Prêmio SIP à Liberdade de Imprensa".

## Finalidade
Dentre os objetivos da SIP são defender a liberdade de imprensa, a dignidade e os direitos dos jornalistas e promover um maior intercâmbio de informação entre a sociedade, entre outros.
A SIP dedica-se também a denunciar casos nos que considera que existe uma violação à liberdade de imprensa ou ameaças e agressões a jornalistas ou meios de comunicação, bem como a brindar apoio a alguns jornalistas encarcerados por exercer sua profissão, com visitas ao cárcere e mediante o apoio direto a seus familiares. Para isso organiza seminários, conferências e foros de emergência conformados por delegações internacionais.
Também outorga bolsas a jornalistas e fotógrafos, promove a acreditação das faculdades de Comunicação e Jornalismo em América Latina, treina jornalistas, repórteres, fotógrafos, gerentes, editores e executivos de meios de comunicação e faz conferências sobre soluções ao que supõe que represente uma impunidade quanto à participação do poder judicial, legislativo, outros líderes políticos e representantes da sociedade civil.

## Críticas
A SIP tem sido questionada, pois, como representaria os interesses dos grupos econômicos proprietários dos meios informativos, ela não tenderia à defesa dos jornalistas ou a liberdade de expressão. Em 2005, o então presidente argentino Néstor Kirchner aumentou as acusações criticas neste sentido, e afirmou que a principal prioridade da SIP "é cuidar os interesses dos jornais de maior circulação". Recordou que, no congresso celebrado pelo organismo em 1980, não fizeram menção à censura que teve na Argentina durante a ditadura daquele país. Kirchner destacou ademais o caso de Danilo Arbilla, ex-presidente da SIP, que desempenhou o cargo de chefe de imprensa da ditadura uruguaia. Durante a gestão de Arbilla, efetuaram-se numerosas censuras de meios de comunicação, e muitos jornalistas foram presos e torturados, alguns clandestinamente.
Juan Alberto Bozza, professor da Universidade Nacional de La Prata, da Argentina, afirma que a SIP foi uma trincheira anticomunista nos anos 1970 e que esteve aliada com os governos norte-americanos. Também, a jornalista Sandra Russo, questionou a razão para a SIP não ter denunciado a morte a mais de 23 jornalistas depois do golpe de Estado em  Honduras, em 2009.

## Presidentes
| Período    | Presidente da SIP               | Periódico                               | País                 |
| ---------- | ------------------------------- | --------------------------------------- | -------------------- |
| 1949-1950  | Carlos Mantilla Ortega          | El Comercio                             | Equador              |
| 1950-1951  | Tom Wallace                     | The Louisville Times                    | Estados Unidos       |
| 1951-1952  | Luis Franzini                   | El Día                                  | Uruguai              |
| 1952-1953  | John S. Knight                  | Miami Herald                            | Estados Unidos       |
| 1953-1954  | Miguel Lanz Duret               | El Universal                            | México               |
| 1954-1955  | Paulo Bittencourt               | Correio da Manhã                        | Brasil               |
| 1955-1956  | James G. Stahlman               | The Nashville Banner                    | Estados Unidos       |
| 1956-1957  | Guillermo Martínez Márquez      | El País                                 | Cuba                 |
| 1957-1958  | John T. O'Rourke                | The Washington Daily News               | Estados Unidos       |
| 1958-1959  | Alberto Gainza Paz              | La Prensa                               | Argentina            |
| 1959-1960  | William H. Cowles               | The Spokesman-Review                    | Estados Unidos       |
| 1960-1961: | Richard Castro Béeche           | La Nación                               | Costa Rica           |
| 1961-1962  | Andrew Heiskell                 | Time                                    | Estados Unidos       |
| 1962-1963  | Rómulo O'Farrill Jr.            | Novedades del México                    | México               |
| 1963-1964  | John R. Reitemeyer              | The Hartford Courant                    | Estados Unidos       |
| 1964-1965  | Pedro Beltrán Espantoso         | La Prensa                               | Peru                 |
| 1965-1966  | Jack R. Howard                  | Scripps-Howard Newspapers               | Estados Unidos       |
| 1966-1967  | Júlio de Mesquita Filho         | O Estado de S Paulo                     | Brasil               |
| 1967-1968  | Lee Hills                       | Knight Ridder Newsp                     | Estados Unidos       |
| 1968-1969  | Agustín Edwards Eastman         | El Mercurio                             | Chile                |
| 1969-1970  | James S. Copley                 | Copley Newspaper                        | Estados Unidos       |
| 1970-1971  | Manuel F. Nascimento Brito      | Jornal do Brasil                        | Brasil               |
| 1971-1972  | John C.A.Watkins                | The Providence Journal                  | Estados Unidos       |
| 1972-1973  | Rodrigo Madrigal Nieto          | La República                            | Costa Rica           |
| 1973-1974  | Robert U. Brown                 | Editor & Publisher                      | Estados Unidos       |
| 1974-1975  | Júlio de Mesquita Neto          | O Estado de S Paulo                     | Brasil               |
| 1975-1976  | Raymond E. Dix                  | The Wooster Daily                       | Estados Unidos       |
| 1976-1977  | Juan S. Valmaggia               | La Nación                               | Argentina            |
| 1977-1978  | Argentina Hills                 | El Mundo                                | Porto Rico           |
| 1978-1979  | Germán E. Ornés                 | El Caribe                               | República Dominicana |
| 1979-1980  | George Beebe                    | Miami Herald                            | Estados Unidos       |
| 1980-1981  | Luis T. Núñez                   | El Universal                            | Venezuela            |
| 1981-1982  | Charles E. Scripps              | Scripps-Howard                          | Estados Unidos       |
| 1982-1983  | Andrés García Lavín             | Novedades de Yucatán                    | México               |
| 1983-1984  | Horacio Aguirre                 | Diario Las Américas                     | Estados Unidos       |
| 1984-1985  | Máximo Gainza                   | La Prensa                               | Argentina            |
| 1985-1986  | Edward H. Harte                 | Corpus Christi                          | Estados Unidos       |
| 1986-1987  | Alejandro Miró Quesada Garland  | El Comercio                             | Peru                 |
| 1987-1988  | Ignacio E. Lozano Jr.           | La Opinión                              | Estados Unidos       |
| 1988-1989  | Manuel J. Jiménez               | La Nación                               | Costa Rica           |
| 1989-1990  | Edward Seaton                   | Seaton News                             | Estados Unidos       |
| 1990-1991  | Júlio de Mesquita Neto          | O Estado de S Paulo                     | Brasil               |
| 1991-1992  | James McClatchy                 | he McClatchy Company                    | Estados Unidos       |
| 1992-1993  | Alejandro Junco de la Vega      | El Norte & el Sol                       | México               |
| 1993-1994  | A.Roy Megarry                   | The Globe & Mail                        | Canadá               |
| 1994-1995  | Raúl E. Kraiselburd             | El Día                                  | Argentina            |
| 1995-1996  | David Lawrence Jr               | Miami Herald                            | Estados Unidos       |
| 1996-1997  | Luis Gabriel Cano Isaza         | El Espectador                           | Colômbia             |
| 1997-1998  | Oliver F. Clarke                | The Gleaner                             | Jamaica              |
| 1998-1999  | Jorge E. Fascetto               | Popular                                 | Argentina            |
| 1999-2000  | Tony Pederson                   | Houston Chronicle                       | Estados Unidos       |
| 2000-2001  | Danilo Arbilla                  | Búsqueda                                | Uruguai              |
| 2001-2002  | Robert J. Cox                   | 'The post and courier                   | Estados Unidos       |
| 2002-2003  | Andrés García G.                | Novedades de Quintana Roo               | México               |
| 2003-2004  | Jack Fuller                     | Tribune Publishing                      | Estados Unidos       |
| 2004-2005  | Alejandro Miró Quesada Cisneros | El Comercio                             | Peru                 |
| 2005-2006  | Diana Daniels                   | The Washington Post                     | Estados Unidos       |
| 2006-2007  | Rafael Molina                   | El Día                                  | República Dominicana |
| 2007-2008  | Earl Maucker                    | Sun-Sentinel                            | Estados Unidos       |
| 2008-2009  | Enrique Santos Calderón         | El Tiempo                               | Colômbia             |
| 2009-2010  | Alejandro J. Aguirre            | Diario Las Américas                     | Estados Unidos       |
| 2010-2011  | Gonzalo Marroquín               | Siglo 21                                | Guatemala            |
| 2011-2012  | Milton Coleman                  | The Washington Post                     | Estados Unidos       |
| 2012-2013  | Jaime Mantilla                  | Hoy                                     | Equador              |
| 2013-2014  | Elizabeth Ballantine            | The Durango Herald                      | Estados Unidos       |
| 2014-2015  | Gustavo Mohme Seminario         | La República                            | Peru                 |
| 2015-2016  | Pierre Manigault                | Evening Post Publishing Newspaper Group | Estados Unidos       |
| 2016-2017  | Matthew Sander                  | Deseret Digital Media                   | Estados Unidos       |
| 2017-2018  | Gustavo Mohme Seminario         | La República                            | Peru                 |
| 2018-2019  | María Elvira Domínguez Lloreda  | El País                                 | Colômbia             |
| 2019-2020  | Christopher Barnes              | The Gleaner                             | Jamaica              |
| 2020-2021  | Jorge Canahuati                 | Grupo Opsa                              | Honduras             |
| 2021-2022  |                                 |                                         |                      |
| 2022-2023  | Michael Greenspon               | The New York Times                      | Estados Unidos       |
| 2023-2024  | Roberto Rock                    | La Silla Rota                           | México               |